# Justina Gaspar
Justina Gaspar foi uma política moçambicana. Em 1977, ela fez parte do primeiro grupo de mulheres eleitas para a Assembleia do Povo.

## Biografia
Gaspar foi candidata da FRELIMO nas eleições parlamentares de 1977, nas quais foi uma do primeiro grupo de 27 mulheres eleitas para a Assembleia do Povo. Ela foi morta em 30 de março de 1986 quando um avião de transporte da Força Aérea, em que ela viajava, caiu durante a descolagem de um aeroporto no aeroporto de Pemba.